# Alfred Mendelsohn
Alfred Mendelsohn (født 17. februar 1910 i Bukarest, Rumænien - død 9. maj 1966) var en rumænsk komponist, professor, dirigent og lærer.
Mendelsohn studerede komposition fra (1927-1931) hos bl.a. Franz Schmidt i Wien, og Mihail Jora på konservatoriet i Bukarest.
Han har skrevet 9 symfonier, orkesterværker, kammermusik, balletmusik, operaer, 2 klaverkoncerter, 3 violinkoncerter, cellokoncert, scenemusik, filmmusik etc.
Mendelsohn dirigerede på Rumæniens Nationalopera (1949-1963) og underviste i komposition på konservatoriet i Bukarest.

## Udvalgte værker
- Symfoni nr. 1 (1944) - for orkester
- Symfoni nr. 2 (1947) - for orkester
- Symfoni nr. 3 (1949) - for orkester
- Symfoni nr. 4 (1951) - for orkester
- Symfoni nr. 5 (1953) - for orkester
- Symfoni nr. 6 (1955) - for orkester
- Symfoni nr. 7 (1960) - for orkester
- Symfoni nr. 8 "Under sommerhimlen" (1963) - for orkester
- Kammersymfoni (1961) - for orkester
- 3 Violinkoncerter (1953, 1957, 1963) - for violin og orkester
- Symfoni Koncertante (1960) - for orgel og kammerorkester
- "Mester Manole" (1949) - opera